# Brian Baumgartner
Brian Baumgartner (29 de noviembre de 1972) es un actor estadounidense de cine y televisión, conocido por su papel de Kevin Malone en la serie de NBC The Office.

## Biografía
Baumgartner nació en Atlanta, Georgia, donde asistió a la escuela Holy Innocents' Episcopal School. Asistió a la escuela secundaria The Westminster Schools en Atlanta con Ed Helms, quien fue su compañero en The Office. Se graduó un año después, en 1992. 
Luego asistió a la Escuela de Arte Meadows de la Universidad Metodista del Sur, donde consiguió un título en teatro, antes de mudarse a Los Ángeles, California. Se desempeñó como Director Artístico del Hidden Theater en Minneapolis, Minnesota, donde recibió varios premios por su excelencia artística y de actuación. Además, trabajó en el Guthrie Teather, Berkeley Repertory Theatre, la compañía del Children's Theater y en el Teatro de la Jeune Lune. Es fanático de los Dodgers de Los Ángeles y actualmente vive en Los Ángeles y Hilton Head con su esposa e hija.

## Trayectoria
Las apariciones de Baumgartner en televisión incluyen papeles en Jake in Progress, Arrested Development y Everwood. También actuó como un buscador de talentos en Last Comic Standing con su compañera en The Office Kate Flannery. 
Desde 2005 hasta 2013 actuó en la serie The Office.
Apareció en la comedia romántica License to Wed, junto a Robin Williams y su compañero de The Office John Krasinski. 
En junio de 2007, Baumgartner ganó un Premio Daytime Emmy al "Mejor Programa de Banda Ancha - Comedia", por su trabajo en The Office Accountants. Compartió el premio con Angela Kinsey y Óscar Núñez.
El 8 de julio de 2008 se presentó con el resto del elenco de The Office en el programa de concursos Celebrity Family Feud, en el que su equipo triunfó sobre el equipo de American Gladiators. También apareció en un vídeo de humor, "Las carreras de tortuga", en YouTube. Además, puso voz a un fantasma vampiro en un episodio de 2011 de Adventure Time, titulado "La firma de calor".

## Filmografía

### Cine y televisión
| Año                         | Título                            | Rol                                                    | Notas                                                                                      |
| --------------------------- | --------------------------------- | ------------------------------------------------------ | ------------------------------------------------------------------------------------------ |
| 2001                        | Herman U.S.A.                     | Roger                                                  |                                                                                            |
| 2003                        | The Lyon's Den                    | Al Grissom                                             | Episodio: "The Fifth"                                                                      |
| 2003                        | CSI                               | Hombre con el perro                                    | Episodio: "Fur and Loathing"                                                               |
| 2004                        | LAX                               | Wes                                                    |                                                                                            |
| 2005                        | Arrested Development              | Dueño de la tienda de armas                            |                                                                                            |
| 2005                        | Everwood                          | Contratista                                            |                                                                                            |
| 2005                        | Jake in Progress                  | Michael                                                |                                                                                            |
| 2005-2013                   | The Office                        | Kevin Malone                                           | Reparto principal; 201 episodios. Dirigió el episodio de la octava temporada "After Hours" |
| 2006                        | Moosecock                         | Paul Wood                                              |                                                                                            |
| 2006                        | The Accountants                   | Kevin Malone                                           | Serie web; 10 episodios                                                                    |
| 2006                        | Nº 6                              | Boris                                                  |                                                                                            |
| 2007                        |                                   |                                                        |                                                                                            |
| Smith and Mike on a Tuesday | Bob                               |                                                        |                                                                                            |
| License to Wed              | Jim                               |                                                        |                                                                                            |
| 2008                        | Four Christmases                  | Eric                                                   |                                                                                            |
| 2008                        | Celebrity Family Feud             | Él mismo                                               |                                                                                            |
| 2009                        | Into Temptation                   | Padre Ralph O'Brien                                    |                                                                                            |
| 2010                        | Dirty Girl                        | Conserje                                               |                                                                                            |
| 2011                        | Adventure Time                    | Georgy / Soldado en la película (voz)                  | Episodio: "Heat Signature"                                                                 |
| 2012                        | Astronaut: The Last Push          | Bob Jansen                                             |                                                                                            |
| 2012                        | Wilfred                           | Ordenanza del hospital                                 | Episodio: "Progress"                                                                       |
| 2013, 2015                  | Hot in Cleveland                  | Claude                                                 | 2 episodios                                                                                |
| 2013                        | House of Good and Evil            | Bob Bradley                                            |                                                                                            |
| 2013                        | Mike & Molly                      | James                                                  | Episodio: "Molly Unleashed"                                                                |
| 2014                        | Criminal Minds                    | Bill Harding                                           | Temporada 9, Episodio 22: "Fatal"                                                          |
| 2014                        | Law & Order: Special Victims Unit | Gordon Montlieff                                       | Episodio: "Thought Criminal"                                                               |
| 2014                        | The Bridge                        | Gary / Espónsor de Alcohólicos Anónimos de Daniel Frye | 2 episodios                                                                                |
| 2015                        | Nicky, Ricky, Dicky & Dawn        | Jo McCoy                                               | Episodio: "I Want Candace"                                                                 |
| 2015                        | Melissa & Joey                    | Hank Jeffers                                           | 3 episodios                                                                                |
| 2015                        | The Mr. Peabody & Sherman Show    | Rey Hotu Mat'u (voz)                                   | Episodio: "Hotu Mat'u"                                                                     |
| 2016                        | Ordinary World                    | Rupert                                                 |                                                                                            |
| 2016                        | Chicago Fire                      | Scott Powers                                           | Episodio: "That Day"                                                                       |
| 2016                        | Cazafantasmas                     | Frank, huésped del Hotel Mercado                       | Cameo. Escena eliminada, disponible únicamente en la versión extendida                     |
| 2016                        | Los Goldberg                      | Larry                                                  | Episodio: "George! George Glass!"                                                          |
| 2016                        | Scream Queens                     | Richard                                                | Episodio: "Warts and All"                                                                  |
| 2017                        | Life in Pieces                    | Dean, el pasajero de la aerolínea                      | Episodio: "Late Smuggling Dreambaby Voucher"                                               |
| 2017                        | Disjointed                        | Krinkle el Payaso                                      | Episodio: "Travissimo Private Reserve"                                                     |
| 2019                        | Summer Camp Island                | Nube de tormenta / Voces adicionales                   | 1 episodio                                                                                 |
| 2020                        | My Boyfriend's Meds               | Chase                                                  |                                                                                            |
| 2020                        | Home Movie: The Princess Bride    | Fezzik                                                 |                                                                                            |
| 2020                        | Trash Truck                       | Walter                                                 | Serie web                                                                                  |